# Nati nel 1912/Settembre
| Questa pagina contiene informazioni ricavate automaticamente dalle voci biografiche con l'ausilio del template Bio e di un bot. L'aggiornamento è periodico e automatico e ricostruisce completamente la pagina. Se manca una persona in questa lista, sei pregato di non aggiungerla, ma accertati piuttosto che la sua voce biografica contenga il template Bio e che i dati anagrafici siano correttamente compilati. Se il template Bio manca, inseriscilo tu stesso o, in alternativa, metti l'avviso {{tmp\|Bio}} che ne segnala la mancanza. Se i dati riportati sono sbagliati, correggi direttamente la voce biografica; le modifiche saranno visibili in questa lista entro pochi giorni. Per chiarimenti vedi il progetto biografie. La lista contiene solo le 156 persone che sono citate nell'enciclopedia e per le quali è stato implementato correttamente il template Bio. Pagina aggiornata al 18 ago 2025. |

- 1º settembre - Gwynfor Evans, avvocato, scrittore e politico gallese († 2005)
- 1º settembre - Anna Maria Ichino, giornalista e antifascista italiana († 1970)
- 1º settembre - Michael Lah, animatore e regista statunitense († 1995)
- 1º settembre - Ugo Starace, calciatore e allenatore di calcio italiano († 1990)
- 2 settembre - Antonino Calvo y Calvo, religioso spagnolo († 1936)
- 2 settembre - Ferruccio Dardi, militare italiano († 1942)
- 2 settembre - Walter Morselli, pittore italiano († 1976)
- 2 settembre - Giovanni Proni, vescovo cattolico italiano († 1991)
- 2 settembre - Ingeborg Rapoport, pediatra e docente tedesca († 2017)
- 3 settembre - Philippe Artias, pittore e ceramista francese († 2002)
- 3 settembre - Peter Capell, attore tedesco († 1986)
- 3 settembre - Karel Vladimir Truhlar, teologo, poeta e gesuita sloveno († 1977)
- 5 settembre - John Cage, compositore e teorico musicale statunitense († 1992)
- 5 settembre - Ray Gilbert, paroliere statunitense († 1976)
- 5 settembre - Vito Mussolini, giornalista e politico italiano († 1963)
- 5 settembre - Mario Procaccino, avvocato e politico statunitense († 1995)
- 5 settembre - Paolino Ranieri, politico e partigiano italiano († 2010)
- 5 settembre - Kristina Söderbaum, attrice e fotografa svedese († 2001)
- 5 settembre - Frank Thomas, animatore e fumettista statunitense († 2004)
- 6 settembre - Michele Andreolo, calciatore e allenatore di calcio uruguaiano († 1981)
- 6 settembre - Ildo Barsanti, politico italiano († 2005)
- 6 settembre - Indro Cenci, allenatore di calcio e calciatore italiano († 1968)
- 6 settembre - Jacques Fath, stilista francese († 1954)
- 6 settembre - Giorgio Giaretta, calciatore italiano († 1981)
- 6 settembre - Paul Henry, calciatore belga († 1989)
- 6 settembre - Ignacio Iglesias, politico e antifascista spagnolo († 2005)
- 6 settembre - Leopoldas Kepalas, cestista lituano († 1983)
- 6 settembre - Alfio Marchini, partigiano, imprenditore e dirigente sportivo italiano († 1988)
- 6 settembre - Nicolas Schöffer, artista ungherese († 1992)
- 6 settembre - Herb Wildman, pallanuotista statunitense († 1989)
- 7 settembre - Giovanni Maria Bertin, pedagogista e filosofo italiano († 2002)
- 7 settembre - Renato Bizzozzero, calciatore svizzero († 1994)
- 7 settembre - Francesco Giovanni Bonifacio, presbitero italiano († 1946)
- 7 settembre - Luciano Degara, calciatore italiano († 1992)
- 7 settembre - Mariana Drăgescu, aviatrice romena († 2013)
- 7 settembre - David Packard, imprenditore, ingegnere e politico statunitense († 1996)
- 8 settembre - Bruno Fassina, politico italiano († 1982)
- 8 settembre - Angelo Galli, calciatore italiano († 2000)
- 8 settembre - Giulio Girola, attore italiano († 1973)
- 8 settembre - Alexander Mackendrick, sceneggiatore e regista statunitense († 1993)
- 8 settembre - Marie-Dominique Philippe, teologo e filosofo francese († 2006)
- 8 settembre - Scoop Putnam, cestista statunitense († 1996)
- 9 settembre - Aage Gilberg, medico e scrittore danese († 2002)
- 9 settembre - Wilhelm Oxenius, militare tedesco († 1979)
- 10 settembre - Romolo Briglia, militare italiano († 1938)
- 10 settembre - Giovanni Cerbai, partigiano italiano († 1945)
- 10 settembre - Vittorio Marangone, politico italiano († 1990)
- 10 settembre - Ferruccio Ulivi, critico letterario e scrittore italiano († 2002)
- 11 settembre - Haim Hanani, matematico polacco († 1991)
- 11 settembre - Thure Johansson, lottatore svedese († 1986)
- 11 settembre - Conchita Montenegro, attrice, cantante e ballerina spagnola († 2007)
- 11 settembre - Felice Tua, generale italiano († 1973)
- 12 settembre - Osvaldo Bailo, ciclista su strada italiano († 1997)
- 12 settembre - Leslie Compton, calciatore e crickettista inglese († 1984)
- 12 settembre - Ronnie Dix, calciatore inglese († 1998)
- 12 settembre - Emilín, calciatore spagnolo († 1977)
- 12 settembre - Václav Průša, calciatore cecoslovacco († 1981)
- 13 settembre - Horace Welcome Babcock, astronomo statunitense († 2003)
- 13 settembre - Carmen Barth, pugile statunitense († 1985)
- 13 settembre - Hans Waldmüller, militare tedesco († 1944)
- 13 settembre - Corrado Ricci, generale e aviatore italiano († 1995)
- 13 settembre - Reta Shaw, attrice statunitense († 1982)
- 13 settembre - Piet Wijdekop, canoista olandese († 1982)
- 14 settembre - Costante Berselli, religioso, scrittore e partigiano italiano († 1994)
- 14 settembre - Eduard von Falz-Fein, bobbista, dirigente sportivo e filantropo russo († 2018)
- 14 settembre - Ugo Guidi, scultore italiano († 1977)
- 15 settembre - Mario Camorani, compositore di scacchi italiano († 1996)
- 15 settembre - Giuseppe De André, dirigente d'azienda e imprenditore italiano († 1985)
- 15 settembre - Sabiha Kasimati, biologa albanese († 1951)
- 15 settembre - Ivan Kuzmenko, calciatore sovietico († 1943)
- 15 settembre - Albert Lord, filologo statunitense († 1991)
- 15 settembre - Joseph McMillan Johnson, effettista statunitense († 1990)
- 16 settembre - Gino Sarfatti, designer e imprenditore italiano († 1985)
- 16 settembre - György Sárosi, calciatore e allenatore di calcio ungherese († 1993)
- 17 settembre - Eva Dawes, altista canadese († 2009)
- 17 settembre - Irena Kwiatkowska, attrice polacca († 2011)
- 17 settembre - Gilbert Levae, ciclista su strada belga († 1995)
- 17 settembre - Maksim Tank, poeta e traduttore bielorusso († 1995)
- 18 settembre - Guido Agnolin, arbitro di calcio italiano († 1993)
- 18 settembre - Maria Pia Dal Canton, politica italiana († 2002)
- 18 settembre - Luigi Escalé Binefa, religioso spagnolo († 1936)
- 18 settembre - Avrelij Lukežič, pittore e decoratore italiano († 1980)
- 18 settembre - Sarah Palfrey Cooke, tennista statunitense († 1996)
- 18 settembre - John Scalish, mafioso statunitense († 1976)
- 19 settembre - Erwin Ding-Schuler, medico e chirurgo tedesco († 1945)
- 19 settembre - Luigi Macchi, ciclista su strada e ciclocrossista italiano († 1987)
- 19 settembre - Kurt Sanderling, direttore d'orchestra tedesco († 2011)
- 19 settembre - Rickard Sarby, velista svedese († 1977)
- 19 settembre - Teopisto Valderrama Alberto, arcivescovo cattolico filippino († 1996)
- 20 settembre - Almiro Bergamo, canottiere italiano († 1994)
- 20 settembre - Bengt Ljungquist, schermidore e cavaliere svedese († 1979)
- 20 settembre - Edmond Novicki, calciatore francese († 1967)
- 20 settembre - Ján Nálepka, ufficiale e partigiano slovacco († 1943)
- 20 settembre - Aladdin Pallante, violinista e attore statunitense († 1970)
- 20 settembre - Vittorio Torti, calciatore italiano
- 20 settembre - Georg Umbenhauer, ciclista su strada e pistard tedesco († 1970)
- 21 settembre - István Balogh, calciatore ungherese († 1992)
- 21 settembre - Stanley Hollis, militare britannico († 1972)
- 21 settembre - Chuck Jones, regista, produttore cinematografico e sceneggiatore statunitense († 2002)
- 21 settembre - Bud Moodler, cestista statunitense († 1977)
- 21 settembre - György Sándor, pianista ungherese († 2005)
- 21 settembre - Rihei Sano, calciatore giapponese († 1992)
- 21 settembre - Danilo Stiepovich, militare italiano († 1941)
- 21 settembre - Giuseppe Tinaglia, calciatore italiano († 1978)
- 21 settembre - Mario Verga, calciatore italiano
- 22 settembre - Gerrit Faulhaber, calciatore indonesiano († 1951)
- 22 settembre - Masao Harada, triplista e lunghista giapponese († 2000)
- 22 settembre - Graham Martin, diplomatico statunitense († 1990)
- 22 settembre - Éloi Meulenberg, ciclista su strada belga († 1989)
- 22 settembre - Gustav Schlegel, calciatore svizzero († 1940)
- 22 settembre - Martha Scott, attrice statunitense († 2003)
- 22 settembre - Kon Shimizu, fumettista e vignettista giapponese († 1974)
- 22 settembre - Giorgio Stoppa, politico, medico e partigiano italiano († 1985)
- 23 settembre - John W. Collins, scacchista statunitense († 2001)
- 23 settembre - Henri Ferrari, sollevatore francese († 1975)
- 23 settembre - Josif Papamihali, presbitero albanese († 1948)
- 23 settembre - Cirillo Perron, presbitero e alpinista italiano († 1996)
- 23 settembre - Tony Smith, scultore e architetto statunitense († 1980)
- 24 settembre - Inaco Biancalana, scultore italiano († 1991)
- 24 settembre - Enrico Bonazzi, partigiano, politico e sindacalista italiano († 2002)
- 24 settembre - Domenico Giacobbe, calciatore e allenatore di calcio italiano
- 24 settembre - Primitivo Martínez, cestista filippino († 1985)
- 24 settembre - Don Porter, attore statunitense († 1997)
- 24 settembre - Jean Servais, attore belga († 1976)
- 24 settembre - Robert Lewis Taylor, scrittore statunitense († 1998)
- 25 settembre - Francisco Rovira Beleta, regista e sceneggiatore spagnolo († 1999)
- 25 settembre - Carlos Santamaría, calciatore argentino († 1998)
- 26 settembre - Giacinto Domenico Lazzarini, partigiano e agente segreto italiano († 1990)
- 26 settembre - Silvio Marini, calciatore italiano
- 26 settembre - Jimmy McCormick, allenatore di calcio e calciatore britannico († 1968)
- 27 settembre - Aluízio Freire Ramos Accioly Neto, cestista brasiliano († 1956)
- 27 settembre - Jean Forest, attore e sceneggiatore francese († 1980)
- 27 settembre - Léon Gauthier, vescovo vetero-cattolico svizzero († 2003)
- 27 settembre - Helge Helgesen, calciatore norvegese († 1992)
- 27 settembre - Václav Horák, calciatore cecoslovacco († 2000)
- 27 settembre - Charles Rollier, pittore svizzero († 1968)
- 27 settembre - Sigurd Svensson, cavaliere svedese († 1969)
- 27 settembre - Bob Synnott, cestista statunitense († 1985)
- 27 settembre - Heinz Wengler, ciclista su strada tedesco († 1942)
- 28 settembre - Ray Adams, cestista statunitense († 1992)
- 28 settembre - Ada Buffulini, antifascista italiana († 1991)
- 28 settembre - Giovanni Mariacher, storico dell'arte e museologo italiano († 1994)
- 28 settembre - Kees Mijnders, calciatore olandese († 2002)
- 28 settembre - Piergiacomo Morandi, calciatore italiano
- 28 settembre - Édouard Wawrzeniak, calciatore francese († 1991)
- 29 settembre - Michelangelo Antonioni, regista, sceneggiatore e montatore italiano († 2007)
- 29 settembre - Walter Harzer, militare tedesco († 1982)
- 29 settembre - Paul Ogorzow, serial killer tedesco († 1941)
- 29 settembre - Bartolomeo Tomasino, militare e aviatore italiano († 1941)
- 29 settembre - Cristiano Luigi di Meclemburgo-Schwerin, nobile tedesco († 1996)
- 30 settembre - Giuseppe Maria Badía Mateu, religioso spagnolo († 1936)
- 30 settembre - Alberto Batignani, pallanuotista e nuotatore uruguaiano
- 30 settembre - Tat'jana Borisovna Berezanceva, regista cinematografico sovietica († 1994)
- 30 settembre - Niek Michel, calciatore olandese († 1971)
- 30 settembre - Leonida Suzzi Valli, docente e politico sammarinese († 1982)
- 30 settembre - Carmela Toso, ginnasta e nuotatrice italiana († 2002)